# Ivan Sojč
Ivan Sojč, slovenski kipar, * 10. maj 1879, Ljubnica, † 21. marec 1951, Maribor.

Kiparstva se je učil pri Antonu Krašovicu v Celju, po njegovi smrti pa pri njegovem učencu Ignaciju Oblaku. Obiskoval je državno obrtno šolo v Gradcu, zasebno risarsko šola Paula Schad-Rosse ter šolo profesorja Kožanskyja v Linzu. Kot pomočnik je delal pri Ivanu Cesarju v Mozirju, Petru Neuböcku v Gradcu, Karlu Federlinu v Ulmu in Ludvigu Schädlerju na Dunaju. Leta 1908 je odprl lastno delavnico v Vitanju in jo leta 1910 preselil v Maribor. Zasedal je položaje predsednika slovenskega obrtnega društva ter člana mariborske zbornice in mestnega odbora. Ob večjem številu spomenikov, kipov, nagrobnikov in manjših plastik na Slovenskem je izdelal tudi več kipov in reliefov v Nemčiji ter oltarjev na Hrvaškem.